# Paragalaxias mesotes
Paragalaxias mesotes är en fiskart som beskrevs av Mcdowall och Fulton, 1978. Paragalaxias mesotes ingår i släktet Paragalaxias och familjen Galaxiidae. IUCN kategoriserar arten globalt som sårbar. Inga underarter finns listade i Catalogue of Life.